# جون د. لوسون
جون د. لوسون (بالإنجليزية: John D. Lawson)‏ هو مهندس وسياسي أمريكي، ولد في 18 فبراير 1816 بمونتغمري في الولايات المتحدة، وتوفي في 24 يناير 1896 بنيويورك في الولايات المتحدة. حزبياً، نشط في الحزب الجمهوري. انتخب عضو مجلس النواب الأمريكي.